# One Hundred Years Ago (film 1915)
One Hundred Years Ago è un cortometraggio muto del 1915 diretto e interpretato da Rupert Julian. Nel cast, accanto a Julian, Dorothy Davenport e Elsie Jane Wilson.

## Produzione
Il film, prodotto dalla Universal Film Manufacturing Company (come Laemmle), venne girato negli Universal Studios, al 100 di Universal City Plaza, a Universal City.

## Distribuzione
Distribuito dalla Universal Film Manufacturing Company, il film - un cortometraggio in due bobine - uscì nelle sale cinematografiche statunitensi il 23 dicembre 1815.